# Ljube

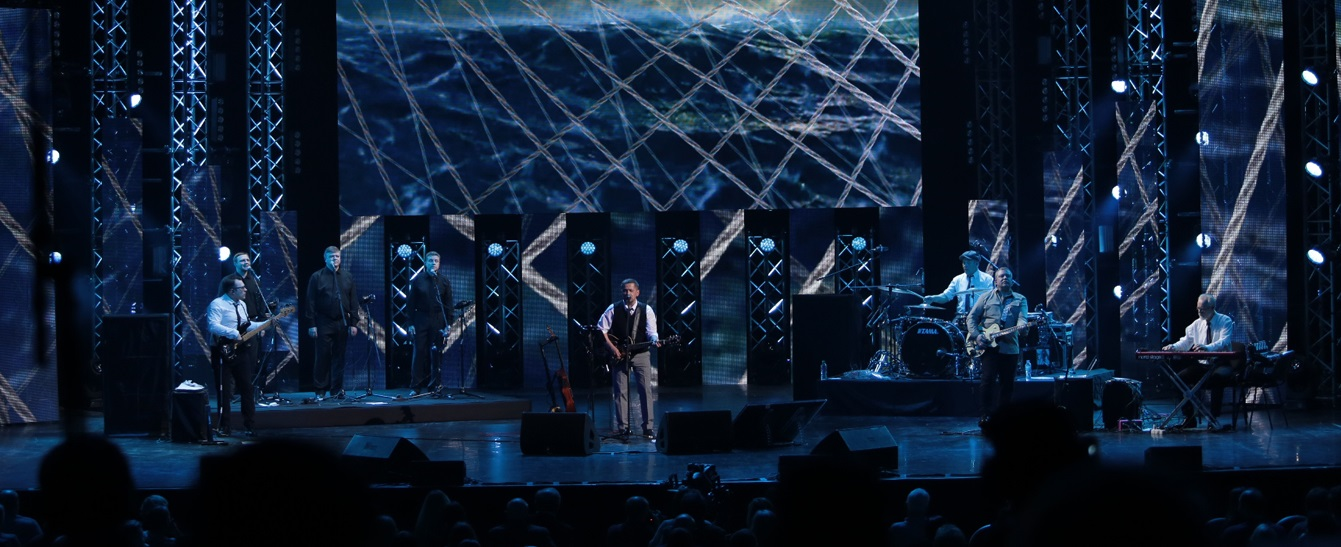
Ljube.

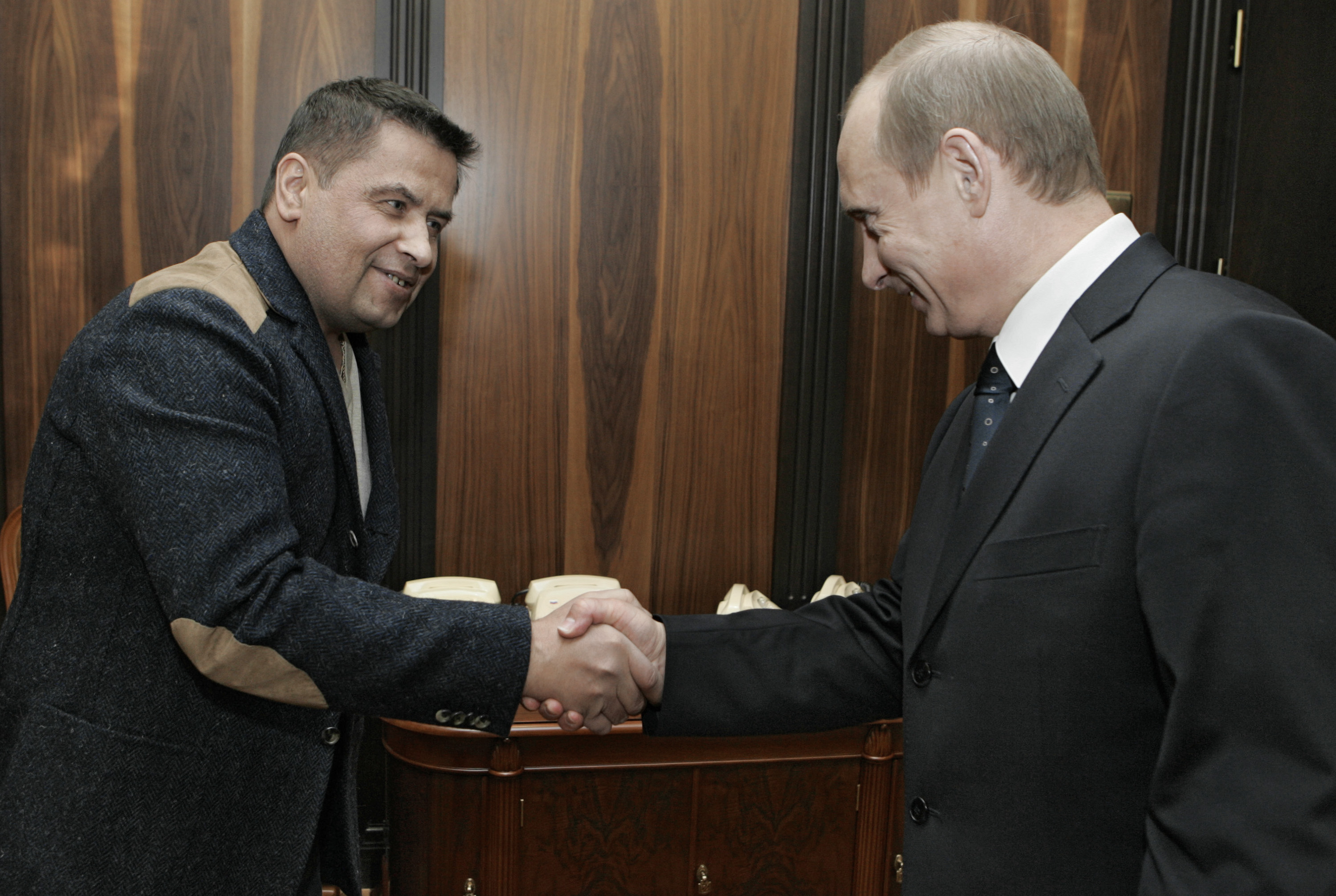
Ljubes sångare Nikolaj Rastorgujev när han träffade Vladimir Putin 2007.

Ljube (ryska: Любэ) är ett ryskt rockband. Bandet har klassificerats som "nationalistisk militärrock" och har gjort många låtar med militärtema. Gruppen slog igenom på 1990-talet, med flera låtar som blev populära bland veteraner från Rysslands krig i Afghanistan och Tjetjenien. De sägs vara Vladimir Putins favoritband.
Sångaren i bandet, Nikolaj Rastorgujev, har varit ledamot av duman, det ryska parlamentet, där han blev invald 2010.